# Contea di Jackson (Alabama)
La contea di Jackson, in inglese Jackson County, è una contea dello Stato dell'Alabama, negli Stati Uniti. La popolazione al censimento del 2000 era di 53 926 abitanti. Il capoluogo di contea è Scottsboro.
La Contea di Jackson fa parte dell'area metropolitana di Huntsville-Decatur, e copre parte del territorio della ex Contea di Decatur. Il nome le è stato dato in onore di Andrew Jackson, generale dell'esercito statunitense e Presidente della Repubblica.
Si tratta di una dry county, ma alcune città permettono la vendita di alcolici.

## Geografia fisica
La contea si trova nella parte nord-orientale dell'Alabama e confina con gli Stati della Georgia e del Tennessee. Lo United States Census Bureau certifica che l'estensione della contea è di 2 918 km², di cui 2 794 km² composti da terra e i rimanenti 124 km² composti di acqua.
La contea fa parte della sezione fisiografica dell’Altopiano di Cumberland e si trova nella parte meridionale della catena degli Appalachi. Il variegato territorio della contea di Jackson comprende montagne e grotte, oltre a valli e altopiani calcarei ricoperti da foreste di querce e pini.

### Contee confinanti
- Contea di Marion (Tennessee) - nord-est
- Contea di Dade (Georgia) - est
- Contea di DeKalb - sud-est
- Contea di Marshall - sud-ovest
- Contea di Madison - ovest
- Contea di Franklin (Tennessee) - nord-ovest

### Laghi, fiumi e parchi
La contea comprende i seguenti laghi, fiumi e parchi:
| Laghi | Fiumi | Parchi | Parchi |
| --- | --- | --- | ------ |
| - Indian Grave Pond - Reese Pond - Dudley Pond - Blue Hole - Ned Hole - Yellow Pond - Bucker Pond - Horseshoe Pond | - Smith Creek - Hurricane Creek - Inglis Branch - Chisenhall Branch - Tubbs Branch - Irondale Branch - Lary Creek - South Sauty Creek - Larkin Fork | - Thomas Jones Reservation - Fern Cave National Wildlife Refuge - Lacy Reservation - Sally Lourey Reservation - Skyline Wildlife Management Area - North Sauty Wildlife Refuge - Thorn Reservation - Samuel Key Reservation - Crow Creek Wildlife Management Area |        |

## Principali strade ed autostrade
- U.S. Highway 72
- State Route 35
- State Route 40
- State Route 65
- State Route 71
- State Route 73
- State Route 75
- State Route 79
- State Route 279

## Storia
La contea di Jackson venne costituita il 13 dicembre 1819 da territori dei Cherokee. La contea di Jackson fu chiamata così in onore del generale Andrew Jackson, che si trovava in visita a Huntsville e all’Assemblea Generale dell’Alabama quando la contea fu istituita. Il 27 aprile 2011, una violenta tempesta, che generò numerosi e potenti tornado, colpì il sud-est degli Stati Uniti. In Alabama persero la vita oltre 250 persone, tra cui otto nella contea di Jackson.

## Società

### Evoluzione demografica
Abitanti censiti (migliaia)

## Comuni[9]
- Bridgeport - city

- Dutton - town
- Hollywood - town
- Hytop - town
- Langston - town
- Paint Rock - town
- Pisgah - town
- Pleasant Groves - town
- Scottsboro (capoluogo) - city
- Section - town
- Skyline - town
- Stevenson - town
- Woodville - town

 Census-designated place 
- Bryant
- Higdon